# Burghügel Sandacker
Der Burghügel Sandacker bezeichnet eine abgegangene mittelalterliche Höhenburg auf einer nach Südosten gerichteten Spornkuppe über dem Rotachtal etwa 500 Meter östlich des Weilers Burg (Flur „Sandacker“), einem heutigen Ortsteil der Gemeinde Deggenhausertal im Bodenseekreis in Baden-Württemberg.
Die Burg wurde vermutlich im 12. oder 13. Jahrhundert erbaut. Von der ehemaligen Burganlage von etwa 9 × 9 auf 5 × 11 Meter großen trapezförmigen Burgfläche ist noch der Burghügel und der Halsgraben erhalten.